# Hysterionica aberrans
Hysterionica aberrans là một loài thực vật có hoa trong họ Cúc. Loài này được (Cabrera) Cabrera mô tả khoa học đầu tiên năm 1946.